# Харальд Рыжебородый
Харальд Рыжебородый (норв. Harald Granraude) — полулегендарный норвежский конунг, живший в IX веке и упомянутый в «Круге Земном».
Согласно «Саге об Инглингах», Харальд правил в Агдире. Когда конунг Вестфольда Гудрёд Охотник попросил руки его дочери Асы, Харальд отказал ему. Тогда началась война, и Харальд вместе с сыном Гюрдом погиб в сражении. Аса стала женой Гудрёда, но позже отомстила за отца, подослав к мужу убийцу. Внуком Харальда был Хальвдан Чёрный, правнуком — объединитель Норвегии Харальд Прекрасноволосый.